# Liste der Naturschutzgebiete im Landkreis Breisgau-Hochschwarzwald
Im Landkreis Breisgau-Hochschwarzwald gibt es 49 Naturschutzgebiete. Für die Ausweisung von Naturschutzgebieten ist das Regierungspräsidium Freiburg zuständig. Nach der Schutzgebietsstatistik der Landesanstalt für Umwelt, Messungen und Naturschutz Baden-Württemberg (LUBW) stehen 5.991,08 Hektar der Kreisfläche unter Naturschutz, das sind 4,35 Prozent.

## Aktuelle Naturschutzgebiete
| Name                          | Bild           | Kennung               | Einzelheiten | Position | Fläche Hektar | Datum         |
| ----------------------------- | -------------- | --------------------- | --- | -------- | ------------- | ------------- |
| Feldberg                      |                | 3.001 WDPA: 4402      | Feldberg (Schwarzwald), Hinterzarten, Oberried, Schluchsee, Todtnau Naturraum von besonderer Vielfalt, Eigenart und Schönheit; Beispiel einer glazial überformten Mittelgebirgslandschaft als wichtiges Dokument der nacheiszeitlichen Naturgeschichte; vielfältiger Lebensraum für zahlreiche Tierarten und viele, teilweise einzigartige Pflanzengesellschaften mit arktisch-alpinen, montanen und atlantischen Florenelementen sowie seltenen, zum Teil vom Aussterben bedrohten Arten; teilweise Bann- und Schonwald. | ⊙        | 4.223,3       | 11. Feb. 1937 |
| Jennetal                      |                | 3.003 WDPA: 82014     | Ebringen Magerwiesenkomplex und Trockenwälder mit einer Vielzahl von seltenen, z. T. vom Aussterben bedrohten Tier- und Pflanzenarten in verschiedenen gefährdeten Lebensgemeinschaften. | ⊙        | 22,6          | 9. Nov. 1937  |
| Schollacher Moor              | BW             | 3.021 WDPA: 82546     | Eisenbach (Hochschwarzwald) Waldhochmoor im südlichen Schwarzwald, Bergkiefern-Spirkenwald, moorwärts aufgelichtet mit Bultgesellschaften in verheideter Endphase; artenreiche Vogelwelt. | ⊙        | 3,1           | 7. Juni 1939  |
| Wutachschlucht                |                | 3.024 WDPA: 166384    | Friedenweiler, Lenzkirch, Löffingen (alle Landkreis Breisgau-Hochschwarzwald), Bräunlingen (Schwarzwald-Baar-Kreis) Teile des Ober- und Mittellaufes der Wutach sowie des Unterlaufes der Gauchach im südöstlichen Schwarzwald; Beispiel der Ablenkung eines Flusses vom Flusssystem der Donau zu dem des Rheines, tektonisch bedingt durch den Bonndorfer Grabenbruch; zahlreiche geologische Vorgänge eines jungen Flusstales mit unausgeglichenem Gefälle, insbesondere starke Erosion in allen Schichten vom Grundgebirge bis zum Keuper; Verkarstungserscheinungen mit Versickerung und Wiederaustritt der Wutach; mit Wechsel der Exposition und des Untergrundes verschiedenartige Ausbildungen der Schluchtwälder; pontisch-mediterrane, atlantische und subalpine Pflanzenarten; sehr artenreiche Tierwelt mit Vorkommen seltener Arten. | ⊙        | 968,1         | 12. Aug. 1939 |
| Ursee                         |                | 3.031 WDPA: 82761     | Lenzkirch Hochmoor im Südschwarzwald im Tal des Urseebaches (Zungenbecken des Feldberggletschers, das von der Pulverhaus-Moräne abgeriegelt wurde); verlandender See mit Schwingrasen; Hochmoor mit Bulten und Schlenken, stellenweise mit Bergkiefern und Moorbirken bestanden; mit Gehölzriegeln durchsetzte Wiesen. | ⊙        | 30,4          | 11. Okt. 1940 |
| Hinterzartener Moor           |                | 3.036 WDPA: 81884     | Hinterzarten Moorgebiet im Südschwarzwald, aus einem Gletscherbecken hervorgegangen, im Osten durch Torfabbau gestört und verheidet und mit Berg- und Waldkiefer sowie Moorbirke bestanden; stellenweise Fichtenbestand; im Westen Restsee mit Schwingrasen; Übergangsmoor und Hochmoor (Bult-Schlenken-System); zahlreiche Glazialpflanzen. | ⊙        | 82,6          | 7. Apr. 1941  |
| Erlenbruckmoor                |                | 3.041 WDPA: 81620     | Hinterzarten Hochmoor im Südschwarzwald mit randlichen Bergkiefer-Beständen; in der Mitte offene Moorflächen mit Restsee, Bulten und Schlenken sowie Erosionsschlenken; am Rand Birken-Bruchwald und Flachmoorgesellschaften. | ⊙        | 17,4          | 17. Feb. 1942 |
| Belchen                       |                | 3.042 WDPA: 102229    | Münstertal/Schwarzwald, Aitern, Böllen, Schönenberg Im Gipfelbereich des Belchen im Südwestschwarzwald Hochweiden mit Borstgras-Gesellschaften, stellenweise auch Heidekraut-Gesellschaften mit Beersträuchern. Besonders an felsdurchsetzten Steilhängen und Felsnasen, Vorkommen zahlreicher alpiner und subalpiner Pflanzenarten. Extensiv genutztes Gebiet mit unterschiedlichen schützenswerten Lebensräumen, insbesondere naturnahen Wäldern, Magerweiden und Feuchtgebieten als Lebensraum für sehr seltene und gefährdete, zum Teil vom Aussterben bedrohte Tier- und Pflanzenarten. | ⊙        | 1.613,5       | 11. Okt. 1949 |
| Büchsenberg                   | BW             | 3.049 WDPA: 81483     | Vogtsburg im Kaiserstuhl West- und Südwesthänge des Büchsenberges (281 m) am westlichen Rand des Kaiserstuhls mit Flaumeichenwald als Niederwald; stellenweise artenreiche thermophile Saumgesellschaften; kleinflächige Trockenrasenfragmente. | ⊙        | 11,9          | 8. Juli 1955  |
| Rheinhalde Burkheim           | BW             | 3.069 WDPA: 82403     | Vogtsburg im Kaiserstuhl Trockener, südexponierter Hang am Fuße des Burgberges (247 m), am Nordwestabfall des Kaiserstuhls zum Rheintal. Ausgedehnte Trockenrasen mit reicher Flora; auf tiefgründigeren Stellen Gebüschgruppen; zahlreiche wärmeliebende Tierarten. | ⊙        | 2,0           | 17. März 1965 |
| Vogelsang                     | BW             | 3.071 WDPA: 82814     | Schallstadt Trockener, flachgründiger Rücken des Schönbergs auf Konglomeraten des Oligozän. Trockenrasengesellschaften mit sehr artenreichen Gebüschen; guter Gesteinsaufschluss. | ⊙        | 2,4           | 18. Apr. 1967 |
| Badberg                       |                | 3.076 WDPA: 81345     | Vogtsburg im Kaiserstuhl Trocken- und Halbtrockenrasen am Badberg im Kaiserstuhl mit reicher Flora und Fauna mediterraner Prägung. | ⊙        | 65,5          | 9. Aug. 1969  |
| Zweribach                     |                | 3.077 WDPA: 82964     | St. Märgen, St. Peter (Hochschwarzwald), Simonswald Nach Nordosten geöffnete Karmulde mit Entwässerung zum Wildgutachtal. Der Zweribach und Hirschbach, aus flachen Hochtälern kommend, stürzen in Wasserfällen über die Karwand. Trockene, exponierte Blockschutthalden sind bestockt von laubholzreichen Buchen-Tannenwäldern mit Linde, Ahorn und Traubeneiche, an Schutthängen sind auch Ulme und Esche beteiligt. Artenreiche Schlucht- und Schutthalden-Wälder in oft urwaldartigen Beständen Bannwald. | ⊙        | 95,4          | 2. Sep. 1969  |
| Bisten                        |                | 3.089 WDPA: 81410     | Hinterzarten In der Frühphase der Eiszeit entstandenes Kar im danubischen Schwarzwald, welches nachträglich von einem Eisstrom überformt wurde. Das Kar grenzt beim Büstenwasserfall in einmalig scharfer Ausprägung an das Gebiet der vom Höllental her rückschreitenden „rheinischen“ Erosionstäler. Buchen-Tannenwälder verschiedenster standörtlicher Ausprägung bestocken die Karsteilhänge. In der Büsten-Senke selber ein Mosaik von Grünlandgesellschaften mit breitem ökologischen Spektrum. Nach Düngungsintensität und Wasserhaushalt reicht es von der Berg-Glatthaferwiese über Silikat-Binsenwiesen bis hin zu Flachmooren. Im fragmentarisch ausgebildeten Caricetum davallianae hier die tiefsten Wuchsorte des Alpenhelm im Schwarzwald. | ⊙        | 113,8         | 28. Aug. 1975 |
| Bannwald Faulbach             |                | 3.091 WDPA: 81353     | Oberried (Breisgau) Nordflanke der Einmündung des St. Wilhelmer Tales in das nach Kirchzarten ziehende Haupttal der Brugga in 600 bis 900 m ü. NN. Am Westhang Halden mit grobem Blockschutt mit Altbeständen von Tannen, Fichten und Buchen. Am Südhang typische Trogtalwand mit steilen Felsabstürzen und Felsrippen. Hier sind den krüppeligen Buchen-Tannen-Fichten-Beständen niederwüchsige Eichen, Birken, Mehlbeer- und Vogelbeerbäume beigemischt. Im Unterwuchs kleinwüchsige Heidelbeeren und Heidekraut, die einen ausgeprägten Trockenmoder (podsolige Braunerde) erzeugen; Bannwald (LWaldG § 32). | ⊙        | 21,6          | 11. Dez. 1975 |
| Bannwald Konventwald          | BW             | 3.094 WDPA: 81356     | Stegen Der Bannwald Konventwald hat den Namen von seiner Zugehörigkeit zum Kloster Konvent St. Peter. Er umfasst Hanglagen zwischen 700 und 860 m NN. Die sandig-lehmigen Böden (überwiegend eutrophe Braunerden) sind stark humos und gehören zu den nährstoffreichsten im Kristallinschwarzwald. Das gesamte Gebiet wird bestockt von montanem Buchen-Tannenwald in verschiedenen ökologischen Ausbildungen. Der sonnseitige Hang ist charakterisiert durch ausgedehnte Rasen des Waldschwingels. Am Unterhang wächst die Stechpalme, die an ein atlantisch getöntes Klima gebunden ist. Die Bodenvegetation am schattseitigen Osthang wird von Frischezeigern wie das Springkraut, das Hexenkraut und verschiedenen Farnarten gebildet. In der frischen Hangrinne im Ostteil des Gebietes hat sich beweglicher Gesteinsschutt angesammelt. Je feuchter die Rinne in ihrem unteren Teil wird, umso stärker ist der Ahorn in der Baumschicht vertreten. In der Bodenschicht wachsen Pendelsegge, das Gegenblättrige Milzkraut und der Waldziest; Bannwald (LWaldG § 32). | ⊙        | 15,4          | 11. Dez. 1975 |
| Ohrberg                       |                | 3.096 WDPA: 82280     | Vogtsburg im Kaiserstuhl Ausgedehnte artenreiche Halbtrockenrasen auf flachgründigem Essexit mit Busch- und Baumgruppen. An den flachgründigsten Stellen Übergang in den Volltrockenrasen; wertvoller Biotop für mediterrane Tierwelt. | ⊙        | 9,8           | 16. Dez. 1976 |
| Kastelberg                    |                | 3.097 WDPA: 82046     | Ballrechten-Dottingen Floristisch reiche Flaumeichenwälder. | ⊙        | 10,0          | 14. Feb. 1977 |
| Schneckenberg                 | BW             | 3.103 WDPA: 82539     | Vogtsburg im Kaiserstuhl Lebensraum verschiedener Gesellschaften seltener wärmeliebender Pflanzen sowie naturhafter Landschaftsteil, der die Kulturlandschaft des Kaiserstuhls bereichert. | ⊙        | 2,9           | 26. Dez. 1978 |
| Scheibenbuck-Bluttenbuck      |                | 3.104 WDPA: 82513     | Vogtsburg im Kaiserstuhl Teile des Scheiben- und des Bluttenbucks; Lebensraum artenreicher Gesellschaften seltener, zum Teil vom Aussterben bedrohter Pflanzen- und Tierarten; die Kulturlandschaft des Kaiserstuhls bereichernde, naturhafte Flächen | ⊙        | 7,4           | 26. Dez. 1978 |
| Neuershausener Mooswald       | BW             | 3.111 WDPA: 82239     | March (Breisgau) Mooswald und seine nähere Umgebung als Lebensraum einer schutzwürdigen Vogelwelt. | ⊙        | 48,5          | 27. Sep. 1979 |
| Bitzenberg                    | BW             | 3.125 WDPA: 81411     | Vogtsburg im Kaiserstuhl Gebiet mit einer für den Kaiserstuhl typischen Flora und Fauna, hervorragende Bedeutung für die Wissenschaft. | ⊙        | 2,8           | 18. Apr. 1983 |
| Hirschenmoor                  | BW             | 3.129 WDPA: 81888     | Breitnau Hochmoor als landschaftstypisches Feuchtgebiet und Lebensraum zahlreicher seltener und vom Aussterben bedrohter Tier- und Pflanzenarten. | ⊙        | 10,1          | 12. Sep. 1983 |
| Innerberg                     | BW             | 3.130 WDPA: 163918    | Badenweiler, Müllheim im Markgräflerland Lebensraum für eine Vielzahl seltener und vom Aussterben bedrohter Pflanzenarten, Pflanzengesellschaften und Tierarten. | ⊙        | 18,8          | 28. Nov. 1983 |
| Eschengrundmoos               | Mathisleweiher | 3.140 WDPA: 163002    | Hinterzarten Schwarzwaldhochmoor von außerordentlicher Vielfalt, Eigenart und Schönheit; Lebensraum für eine Vielzahl vom Aussterben und Rückgang bedrohter Pflanzen- und Tierarten. | ⊙        | 40,3          | 4. Dez. 1984  |
| Hochstetter Feld              |                | 3.141 WDPA: 163716    | Breisach am Rhein Gebiet mit verschiedenartigen Sekundärbiotopen – von kleinen Weihern bis Trockenbiotopen – inmitten der intensiv genutzten Kulturlandschaft der Oberrheinebene bei Breisach; Lebensraum einer außerordentlich vielfältigen Pflanzen- und Tierwelt. | ⊙        | 6,2           | 15. Jan. 1985 |
| Häuslematt                    |                | 3.142 WDPA: 163564    | St. Peter (Hochschwarzwald), Simonswald Gut ausgeprägte Übergangs- und Niedermoorbereiche als sehr gefährdete Pflanzenformationen; Standort von seltenen Pflanzengesellschaften und -arten. | ⊙        | 7,2           | 22. Apr. 1985 |
| Rappennestgießen              |                | 3.146 WDPA: 165100    | Vogtsburg im Kaiserstuhl Charakteristischer Teilbereich der Oberrheinebene mit Quellteichen, Schluten, Altwassern, Uferzonen und Wäldern; naturhafter Landschaftsteil, Lebensraum für zahlreiche Tier- und Pflanzengesellschaften mit seltenen, z. T. vom Aussterben bedrohten Arten. | ⊙        | 50,9          | 3. Juli 1985  |
| Dachslöcher Buck              | BW             | 3.148 WDPA: 162691    | Vogtsburg im Kaiserstuhl Einer der letzten großflächigen Bereiche im zentralen Kaiserstuhl, in dem die ursprünglichen submediterranen Floren- und Faunenelemente noch ihren Lebensraum haben. | ⊙        | 6,4           | 4. Sep. 1985  |
| Ebnet                         |                | 3.152 WDPA: 162837    | Vogtsburg im Kaiserstuhl Typischer Ausschnitt aus der früher weit verbreiteten, durch extensive Nutzung entstandenen Kulturlandschaft des Kaiserstuhls mit einer großen Artenvielfalt. | ⊙        | 1,5           | 11. Nov. 1985 |
| Haselschacher Buck            |                | 3.169 WDPA: 163542    | Vogtsburg im Kaiserstuhl Wertvoller Lebensraum mit einer für den Kaiserstuhl typischen Flora und Fauna mit z. T. vom Aussterben bedrohten Tier- und Pflanzenarten. | ⊙        | 70,7          | 11. Apr. 1989 |
| Steinbruch Niederrotweil      |                | 3.178 WDPA: 165703    | Vogtsburg im Kaiserstuhl Aufgelassener Steinbruch und Abraumhalden als Lebensraum zahlreicher gefährdeter Tier- und Pflanzenarten, insbesondere Lebensgemeinschaften trockener und warmer Standorte; Demonstrations- und Forschungsobjekt zum Kaiserstuhlvulkanismus. | ⊙        | 10,0          | 6. Feb. 1991  |
| Oberbergener Scheibenbuck     |                | 3.183 WDPA: 164859    | Vogtsburg im Kaiserstuhl Für den Kaiserstuhl typisches Vegetationsmosaik wärmeliebender Pflanzen; Lebensraum einer Vielzahl seltener und z. T. vom Aussterben bedrohter Tier- und Pflanzenarten. | ⊙        | 5,3           | 16. Dez. 1991 |
| Ochsenberg-Litzelstetten      | BW             | 3.184 WDPA: 164910    | Löffingen Ochsenberg: Reizvolle Heckenlandschaft mit ausgeprägten Halbtrockenrasen und Saumgesellschaften. Litzelstetten: Feuchtgebiet mit Davallseggenbeständen, Bachkratzdistel- und Pfeifengraswiesen als gefährdete Vegetationstypen. | ⊙        | 59,9          | 29. Nov. 1991 |
| Rotmeer                       | BW             | 3.205 WDPA: 165234    | Feldberg (Schwarzwald) Senke mit für den Hochschwarzwald charakteristischen Flachmoorkomplexen und sie umgebende montane Wälder; naturhafter Landschaftsteil von besonderer Eigenart und Schönheit; Lebensraum einer Vielzahl, z. T. in ihrem Bestand bedrohten Tier- und Pflanzenarten in seltenen und gefährdeten Pflanzengesellschaften und Lebensgemeinschaften, Studium- und Beobachtungsobjekt für die Wissenschaft. | ⊙        | 47,1          | 20. März 1995 |
| Ölberg Ehrenstetten           |                | 3.216 WDPA: 164938    | Ehrenkirchen Landschaftlich reizvolle Süd- und Südosthänge mit ökologischbedeutsamer Strukturvielfalt; seltene wärmeliebende Pflanzengemeinschaften, eine Vielzahl wärmeliebender, z. T. seltene und gefährdete Tier- und Pflanzenarten. | ⊙        | 23,8          | 14. Jan. 1996 |
| Berghauser Matten             |                | 3.225 WDPA: 162382    | Ebringen, Sölden (Schwarzwald), Wittnau (Breisgau) Schönberghänge um die Berghauser Kapelle; geologisch und geomorphologisch vielfältiges Gebiet, mit reich differenzierter Vegetation aus z. T. mit Gebüschen durchsetzten Halbtrockenrasen, Streuobstwiesen, mageren Wirtschaftswiesen und Weiden, aus Feuchtgebieten (Schilfröhricht, Pfeifengraswiese u. a.) sowie aus teilweise aus Sukzession hervorgegangenen Wäldern; Forschungsobjekt vor allem für die Biologie und Geologie | ⊙        | 151,2         | 24. Sep. 1996 |
| Mühlmatten                    |                | 3.246 WDPA: 318821    | Freiburg im Breisgau (Stadtkreis), March (Breisgau) (Landkreis Breisgau-Hochschwarzwald) Es handelt sich um ein auf kleinerer Fläche bewaldetes, überwiegend jedoch größtenteils brachgefallenem Grünland eingenommenes Feuchtgebiet (z. T. von feuchten Ackerbrachen und Äckern umgeben). Größte, noch zusammenhängende feuchte Wiesenniederung in der Freiburger Bucht mit artenreichen Feuchtwiesen, Großseggenrieden, feuchten Hochstaudenfluren, Schilfröhricht, Feuchtwäldern und -gebüschen sowie randlich gelegenen trockeneren Wiesen als Lebensraum einer Vielzahl von zum Teil in ihrem Bestand bedrohten Tier- und Pflanzenarten in verschiedenen seltenen und gefährdeten Pflanzengesellschaften und Lebensgemeinschaften. | ⊙        | 39,0          | 28. Jan. 1998 |
| Flugplatz Bremgarten          |                | 3.250 WDPA: 318403    | Eschbach, Hartheim am Rhein, Heitersheim, Neuenburg am Rhein Letztes größeres zusammenhängendes Wiesengebiet auf ehemaligem NATO-Flugplatz in der Oberrheinniederung. Durch natürliche Sukzession in einer aufgelassenen Kiesgrube entstandener Lebensraum mit einem Mosaik unterschiedlicher Biotoptypen wie Magerrasen, Glatthaferwiesen, Gebüschkomplexe und Pionierstandorte auf weitgehend offene Kiesflächen. | ⊙        | 159,6         | 7. Jan. 1999  |
| Schauinsland                  |                | 3.264 WDPA: 319058    | Freiburg im Breisgau, Bollschweil, Oberried (Breisgau), Münstertal/Schwarzwald Bedeutendes Zeugnis der Landschafts- und Naturgeschichte im Hochschwarzwald, insbesondere als Dokument der eiszeitlichen und nacheiszeitlichen Landschaftsentwicklung; Gebiet von großer räumlicher und struktureller Vielfalt mit dem Vorkommen landschaftsprägender Wetterbuchen, zahlreicher zum Teil geschützter Biotope wie Extensivweiden, Moore, Feuchtwiesen, Quellen, Felsen, Steinriegel, Gehölze, naturnahe Bergwälder und auf den ehemaligen Bergbau zurückgehende Abraumhalden; Lebensraum vieler gefährdeter und seltener Tier- und Pflanzenarten, besonders hochmontan verbreiteter Eiszeitrelikte sowie bedeutendes Vogelzuggebiet, Teil des Europäischen ökologischen Netzes „Natura 2000“. | ⊙        | 1.053,0       | 12. Dez. 2002 |
| Dreherhofmoor                 | BW             | 3.267 WDPA: 318303    | Breitnau Naturnahes Hochmoor mit angrenzenden Übergangs-, Niedermoor- und Grünlandflächen und einem Brandweiher einschließlich seiner Verlandungszone | ⊙        | 4,4           | 10. Dez. 2003 |
| Rötenbacher Wiesen            | BW             | 3.275 WDPA: 378350    | Friedenweiler, Löffingen Offene Wiesenlandschaft mit einem Mosaik aus unterschiedlichen extensiv genutzten Grünlandtypen wie z. B. Niedermooren, Pfeifengraswiesen, Halbtrockenrasen, Bachkratzdistel- und Goldhaferwiesen; Lebensraum einer Vielzahl gefährdeter, zum Teil vom Aussterben bedrohter Tier- und Pflanzenarten, für die das Gebiet teilweise landesweite Bedeutung aufweist. Arten und Lebensräume der FFH- und Vogelschutzrichtlinie. | ⊙        | 217,2         | 28. Sep. 2006 |
| Unteres Seebachtal            |                | 3.277 WDPA: 389987    | Feldberg (Schwarzwald), Hinterzarten, Titisee-Neustadt Weites Bachtal mit einem Mosaik aus extensiv genutztem Grünland (Goldhaferwiesen, Nasswiesen,Borstgrasrasen), Mooren, Seggenrieden, Hochstaudenfluren, Grauerlenwald, Bruch- und Moorwäldern sowie dem Seebach als naturnah ausgebildetes Fließgewässer; glazial entstandenes Trogtal und Zungenbecken des Feldberggletschers, das bereits gegen Ende der letzten Eiszeit wieder verlandete und teilweise vermoorte; Lebensräume der FFH-Richtlinie. | ⊙        | 65,0          | 16. Mai 2008  |
| Humbrühl-Rohrmatten           |                | 3.278 WDPA: 389605    | Freiburg im Breisgau (Stadtkreis), Gottenheim, Umkirch (Landkreis Breisgau-Hochschwarzwald) Mosaik unterschiedlicher Biotoptypen, wie frische und feuchte Glatthaferwiesen (magere Ausprägungen), nasse Kohldistelwiesen, schilfbestandene Feuchtbrachen und echte Schilfröhrichtbereiche, stehende und fließende Gewässer, Feuchtwälder; FFH-LRT Magere Flachland-Mähwiesen und Kalkreiche Niedermoore, FFH-Arten Helm-Azurjungfer und Großer Feuerfalter. | ⊙        | 25,8          | 16. Dez. 2008 |
| Schelinger Weide-Barzental    | BW             | 3.283 WDPA: 555552566 | Vogtsburg im Kaiserstuhl Vielfältiges Mosaik aus einer großflächigen Trockenweide, verschiedenen Ausbildungen von Trockenrasen, Mähwiesen, Saumgesellschaften, Gebüschen, Gehölzen und unterschiedlichen Waldtypen; Lebensraum zahlreicher gefährdeter, teilweise vom Aussterben bedrohter Tier- und Pflanzenarten, insbesondere einer einzigartigen Dungkäferfauna; von extensiven, historischen Nutzungsformen geprägter Ausschnitt des Kaiserstuhls. | ⊙        | 48,9          | 29. Nov. 2012 |
| Wolfmoos                      | BW             | 3.588 WDPA: 555632767 | Lenzkirch Extensiv genutztes Wiesental als typische, eiszeitlich geprägte Tallandschaft des Hochschwarzwalds. | ⊙        | 54,1          | 1. März 2016  |
| Zwölferholz-Haid              | BW             | 3.590 WDPA: 555638570 | Breisach am Rhein, Merdingen Ausgedehntes Waldgebiet auf der Niederterrasse des Rheins mit einer Vielzahl seltener und gefährdeter Tier- und Pflanzenarten, insbesondere mit zahlreichen Frühjahrsgeophyten. | ⊙        | 337,9         | 17. Nov. 2017 |
| Trockenaue Neuenburg am Rhein | BW             | 3.596                 | Neuenburg am Rhein Strukturreiches halboffenes Waldgebiet in der Rheinaue | ⊙        | 369,0         | 9. Aug. 2023  |
| Legende für Naturschutzgebiet |                |                       | |          |               |               |

## Ehemalige Naturschutzgebiete
| Name                          | Bild | Kennung           | Einzelheiten | Position | Fläche Hektar | Datum                         |
| ----------------------------- | ---- | ----------------- | --- | -------- | ------------- | ----------------------------- |
| Rheinwald Neuenburg           | BW   | 3.072 WDPA: 82404 | Neuenburg am Rhein Schotterflächen im Grundwasser-Absenkungsgebiet der Rheinaue. Kies steht bis zur Oberfläche an; Feinsand und Schlufflehm kaum beigemengt, nur in den Rinnen des alten Rheins etwas höheres Wasserhaltevermögen; Schotterflächen bestockt mit einem Sanddorn-Trockengebüsch, als Reste des einstigen Auewaldes noch einzelne Exemplare von Ulmen, Eichen und Pappeln. In den Lücken des Trockengebüsches größere Flächen von Trockenrasen eingesprengt. | ⊙        | 34,0          | 8. Apr. 1968 bis 9. Aug. 2023 |
| Sandkopf                      | BW   | 3.126 WDPA: 82489 | Neuenburg am Rhein Landschaftstypisches Vegetationsmosaik seltener Pflanzengesellschaften und unmittelbar vom Aussterben bedrohter Pflanzenarten und von starkem Rückgang bedrohter Vogelarten. | ⊙        | 18,8          | 10. Mai 1983 bis 9. Aug. 2023 |
| Legende für Naturschutzgebiet |      |                   | |          |               |                               |